# Національна академія музики В'єтнаму
Національна академія музики В'єтнаму (в'єт. Học viện Âm nhạc Quốc gia Việt Nam) — навчальний заклад музичного профілю у Ханої.

## Історія
Навчальний заклад було засновано у 1956 році під назвою "В'єтнамська школа музики" (в'єт. "Trường Âm nhạc Việt Nam"). У 1982 році установа набула статус університету. Сьогодні в університеті існують чотирирічні бакалаврські програми та дворічні магістерські. У навчальному закладі існують програми обміну студентами. Також в академії знаходиться концертний зал, в якому протягом року виступає багато музикантів та вокалістів. На базі університету створено Ханойський філармонічний оркестр, який регулярно виступає у Ханойському оперному театрі, а також є базою для В'єтнамського національного симфонічного оркестру.

## Видатні випускники
- Мі Лінь
- Тхань Лам